# Chapin (Illinois)
Chapin es una villa ubicada en el condado de Morgan en el estado estadounidense de Illinois. En el Censo de 2010 tenía una población de 512 habitantes y una densidad poblacional de 202,96 personas por km².

## Geografía
Chapin se encuentra ubicada en las coordenadas 39°46′1″N 90°24′10″O / 39.76694, -90.40278. Según la Oficina del Censo de los Estados Unidos, Chapin tiene una superficie total de 2.52 km², de la cual 2.52 km² corresponden a tierra firme y (0%) 0 km² es agua.

## Demografía
Según el censo de 2010, había 512 personas residiendo en Chapin. La densidad de población era de 202,96 hab./km². De los 512 habitantes, Chapin estaba compuesto por el 98.05% blancos, el 1.95% eran afroamericanos, el 0% eran amerindios, el 0% eran asiáticos, el 0% eran isleños del Pacífico, el 0% eran de otras razas y el 0% pertenecían a dos o más razas. Del total de la población el 0% eran hispanos o latinos de cualquier raza.